# Памятники Белграда
Памятники Белграда — список объектов городского ландшафта Белграда, специально созданных для увековечения людей, исторических событий, исторических мест и прочее. В данный список не входят объекты, несущие помимо исторической другие функции, например, жилые дома, храмы, мосты, памятники на местах захоронений.

## Памятники главам государства
| Фото | Название                                             | Деятельность                                                                                            | Местоположение                       | Описание |
| ---- | ---------------------------------------------------- | --- | ------------------------------------ | --- |
|      | Георгий Петрович — Карагеоргий (1762, или 1768—1817) | Руководитель Первого сербского восстания (1804—1813), основатель королевской династии Карагеоргиевичей. | Врачар, напротив Храма святого Саввы | Памятник поставлен в 1979 году на месте, с которого Карагеоргий осматривал Белград перед битвой за освобождение города 1806 года.                                    |
|      | Милош Обренович (1780—1860)                          | Руководитель Второго сербского восстания (1815-1817). Князь Сербии в 1815—1839 и 1858—1860 годах.       | улица Кнеза Милоша                   | Памятник сооружён для Всемирной выставки в Париже 1900 года. Поставлен в Белграде в 2004 году. В памятнике кроме князя Милоша запечатлён также архимандрит Милентий. |
|      | Михаил Обренович (1823—1868)                         | Князь Сербии в 1839—1842 и 1860—1868 годах                                                              | Площадь Республики                   | Памятник поставлен в 1882 году. На постамент нанесены названия городов, освобождённых от турок за время правления князя и рельефные сцены из сербской истории.       |
|      | Пётр II Петрович Негош                               | Владыка Черногории в 1830—1851, поэт                                                                    | Стари-град, улица Васе Чарапича      | Памятник поставлен в 1994 году. Сидячая бронзовая фигура расположена на постаменте из испанского красного гранита.                                                   |

## Памятники военным
| Фото | Военный                                 | Деятельность | Местоположение           | Описание                    |
| ---- | --------------------------------------- | --- | ------------------------ | --------------------------- |
|      | Войин Попович (воевода Вук) (1881—1916) | Участник Борьбы за Македонию и Балканских войн. Командир Добровольческого отряда Салоникского фронта во время Первой мировой войны. | парк на Топличином венце | памятник открыт в 1936 году |

## Памятники деятелям искусства
| Фото | Название | Местоположение | Описание |
| ---- | -------- | -------------- | -------- |
|      |          |                |          |

## Памятники писателям, литераторам
| Фото           | Писатель                      | Деятельность | Местоположение       | Описание                                                             |
| -------------- | ----------------------------- | --- | -------------------- | -------------------------------------------------------------------- |
|                | Иво Андрич (1892—1975)        | писатель, лауреат Нобелевской премии по литературе 1961 года, дипломат                                                         | Андричев венац       | Памятник поставлен в 1991 году рядом с домом, в котором жил писатель |
|                | Доситей Обрадович (1742—1811) | Сторонник философии просвещения, реформатор, автор песни «Восстань, Сербия». Положил начало новой сербской литературной прозе. | Студенческая площадь | Памятник поставлен в 1914 году                                       |
|                | Милан Ракич (1876—1938)       | поэт и дипломат | Парижская улица      | Памятник открыт в 1939 году                                          |
| Milorad Pavić1 | Милорад Павич (1929—2009)     | поэт, прозаик, переводчик и историк сербской литературы                                                                        | парк Ташмайдан       | Памятник открыт в 2011 году Скульптор Натик Алиев.                   |

## Памятники учёным
| Фото | Учёный                   | Деятельность | Местоположение          | Описание                       |
| ---- | ------------------------ | --- | ----------------------- | ------------------------------ |
|      | Иосиф Панчич (1814—1888) | ботаник, Президент Сербской королевской академии наук                                                                                        | Студенческая площадь    | Памятник поставлен в 1897 году |
|      | Никола Тесла             | физик | Аэропорт «Никола Тесла» | Памятник открыт в 2006 году    |
|      | Йован Цвийич (1865—1928) | географ, этнолог, антрополог, президент Сербской королевской академии наук, основатель и первый президент Сербского географического общества | Студенческая площадь    | Памятник открыт в 1994 году    |

## Памятники святым
| Фото | Святой                 | Деятельность | Местоположение                       | Описание |
| ---- | ---------------------- | ------------ | ------------------------------------ | -------- |
|      | Святой Савва 1175—1235 |              | Врачар, рядом с Храмом святого Саввы |          |

## Памятники событиям Первой мировой войны
| Фото | Название                   | Местоположение    | Описание |
| ---- | -------------------------- | ----------------- | --- |
|      | Ангел-победитель с мечом   | Русский некрополь | В 1935 году на территории Нового кладбища был возведен склеп с фигурой ангела-победителя с мечом. В нём покоятся останки русских воинов, врачей и медсестер, погибших в Сербии в годы Первой мировой войны. В склеп так же были перевезены останки 387 офицеров и солдат Русского экспедиционного корпуса, погибших в 1916–1918 годах на Салоникском фронте, 136 офицеров и солдат двух русских артиллерийских батарей, защищавших Белград при осаде австро-венгров и немцев, и около 100 русских солдат, умерших в госпиталях оккупированной австрийцами Сербии. |
|      | Победник (рус. Победитель) | Калемегдан        | Открыт в 1928, в 10-летие наступления на Салоникском фронте и прославляет победы Сербии в войнах 1912—1918 годов. Является самым популярным памятником Белграда. |

## Памятники событиям Второй мировой войны
| Фото | Название                                                                                  | Местоположение                                               | Описание |
| ---- | ----------------------------------------------------------------------------------------- | ------------------------------------------------------------ | --- |
|      | Пилотима браниоцима Београда априла 1941 (рус. Пилотам, защищавшим Белград в апреле 1941) | Земун, набережная реки Дунай, напротив гостиницы «Югославия» | Немецко-фашистская авиация бомбила Белград 6, 7, 11 и 12 апреля 1941. Памятник поставлен в память югославских пилотов. |
|      | Памятник патриотам 1941 года                                                              | Теразие                                                      | На этом месте 17 августа 1941 фашистские оккупанты повесили пятерых патриотов                                          |

## Памятники жертвам бомбардировок НАТО 1999 года
| Фото | Название                                        | Местоположение | Описание                                                                                                  |
| ---- | ----------------------------------------------- | -------------- | --- |
|      | Зашто? (рус. Почему?)                           | парк Ташмайдан | Открыт 23 декабря 1999. Поставлен семьями погибших работников при бомбардировке здания РТС 23 апреля 1999 |
|      | Били смо само деца (рус. Мы были просто детьми) | парк Ташмайдан | Поставлен в память детей, погибших в результате военной операции НАТО в 1999 году                         |

## Памятники иностранцам

### Греки
| Фото | Имя                                                         | Деятельность | Местоположение                                              | Описание                                                                     |
| ---- | ----------------------------------------------------------- | --- | ----------------------------------------------------------- | ---------------------------------------------------------------------------- |
|      | Ригас Велестинлис (Рига од Фере, Ригас Фераиос) (1757—1798) | греческий революционер, поэт, национальный герой, борец за свободу балканских народов от османской власти, убит турками в Белграде. | перекрёсток улиц Парижской, Тадеуша Косцюшко и Риге од Фере | памятник воздвигнут в 1994 году в знак дружбы сербского и греческого народов |

### Азербайджанцы
| Фото | Имя                        | Деятельность                       | Местоположение | Описание                                                                                     |
| ---- | -------------------------- | ---------------------------------- | -------------- | -------------------------------------------------------------------------------------------- |
|      | Гейдар Алиев (1923 — 2003) | Президент Азербайджана (1993—2003) | Парк Ташмайдан | памятник воздвигнут в 2011 году; в реконструкции парка финансовую помощь оказал Ильхам Алиев |